# Broye (rivier)
De Broye is een rivier in Zwitserland, die vanuit het zuidoosten in het Meer van Murten stroomt, en vandaar via een kanaal in het Meer van Neuchâtel uitmondt.
De bron ligt op 1.245 m boven zeeniveau bij Les Alpettes; de Broye heet hier Ruisseau des Planes. De monding in het Meer van Neuchâtel ligt op 429 meter hoogte.
De benedenloop van de Broye, voordien berucht om haar overstromingen, is sinds de 19e eeuw sterk gekanaliseerd; het gedeelte tussen het Meer van Murten en de monding wordt ook wel Canal de la Broye genoemd. Dit kanaal loopt grotendeels door de gemeente Mont-Vully.
De rivier is niet voor vrachtschepen bevaarbaar. De benedenloop stroomt door een vruchtbaar gebied met veel intensieve landbouw.
Aan de Broye ligt onder andere het stadje Moudon, en meer stroomafwaarts, het plaatsje Payerne.
De belangrijkste zijrivier van de Broye is de Petite Glâne, die ruim 30 km lang is. Deze mondt dicht bij het Meer van Murten van links uit in de Broye. De Broye wordt verder door talrijke beken gevoed.

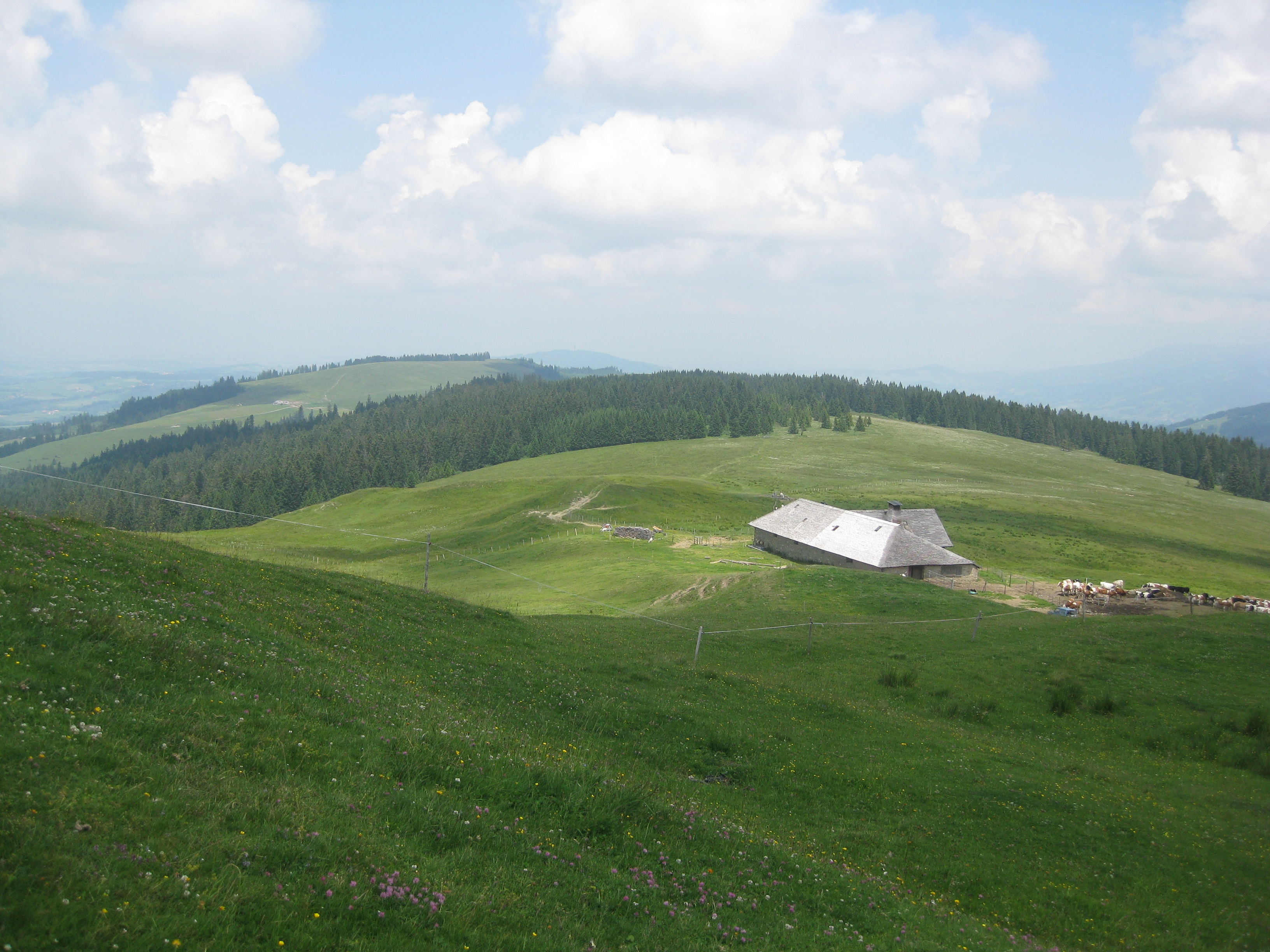
Top van de berg Niremont nabij de bron van de Broye
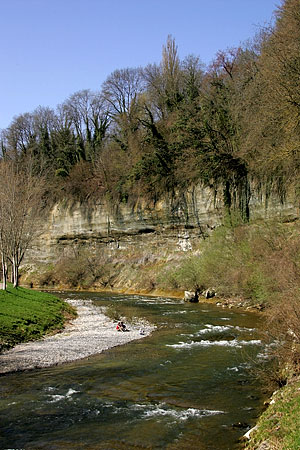
De Broye te Moudon
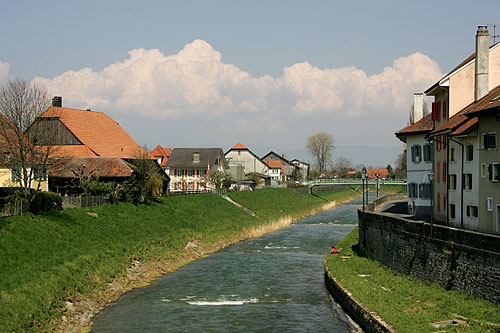
De Broye te Payerne